# El cónsul de Sodoma
El cónsul de Sodoma is een Spaanse film uit 2009, geregisseerd door Sigfrid Monleón. De film is gebaseerd op de biografie over het leven van Jaime Gil de Biedma geschreven door Miguel Dalmau.

## Verhaal
De film vertelt het levensverhaal van de Catalaanse dichter Jaime Gil de Biedma. De charismatische dichter is nogal excentriek, maar tevens erg gevoelig. Overdag is hij een gerespecteerd burger met een hoge functie, maar 's avonds schrijft hij communistische en erotische poëzie.

## Rolverdeling
| Acteur             | Personage           |
| ------------------ | ------------------- |
| Jordi Mollà        | Jaime Gil de Biedma |
| Bimba Bosé         | Bel                 |
| Àlex Brendemühl    | Juan Marsé          |
| Josep Linuesa      | Carlos Barral       |
| Isaac de los Reyes | Toni                |
| Isabelle Stoffel   | Colita              |
| Marc Martínez      | Víctor Anglada      |
| Manolo Solo        | Meler               |

## Ontvangst

### Prijzen en nominaties
Een selectie:
| Jaar | Evenement                       | Categorie                | Genomineerde                                                           | Resultaat   |
| ---- | ------------------------------- | ------------------------ | ---------------------------------------------------------------------- | ----------- |
| 2010 | Premios Goya (24ste uitreiking) | Beste acteur             | Jordi Mollà                                                            | Genomineerd |
| 2010 | Premios Goya (24ste uitreiking) | Beste vrouwelijke bijrol | Vicky Peña                                                             | Genomineerd |
| 2010 | Premios Goya (24ste uitreiking) | Beste bewerkt scenario   | Joaquín Górriz, Miguel Dalmau, Sigfrid Monleón, Miguel Ángel Fernández | Genomineerd |
| 2010 | Premios Goya (24ste uitreiking) | Beste kostuums           | Cristina Rodríguez                                                     | Genomineerd |
| 2010 | Premios Goya (24ste uitreiking) | Beste grime en haarstijl | José Antonio Sánchez, Paquita Núñez                                    | Genomineerd |